# Giancarlo Morbidelli
Giancarlo Morbidelli (Pesaro, 18 ottobre 1934 – Fano, 10 febbraio 2020) è stato un imprenditore e progettista italiano.

## Biografia
Di famiglia contadina, primogenito di tre fratelli e una sorella, Morbidelli frequentò una scuola professionale tecnica e lavorò come apprendista in un'azienda meccanica, fino al servizio militare.
Assolti gli obblighi di leva venne assunto dall'Enel come letturista, occupazione che svolse per circa un lustro, anche eseguendo riparazioni a macchine agricole e altri veicoli a motore, durante il tempo libero. In quegli anni partecipò a varie competizioni motociclistiche di regolarità, prima con una Alpino 48, poi con una Laverda 75.
Alla fine degli anni cinquanta decise di impiantare un laboratorio per la costruzione e riparazione di macchine utensili per il legno, attività che ebbe un'immediata e forte espansione conseguente alla nascita del polo mobiliero di Pesaro e provincia, destinato a diventare tra i più importanti al mondo. In soli 15 anni di attività, infatti, l'azienda arrivò ad impiegare 300 dipendenti ed esportare in oltre 40 Paesi.
Pur fortemente impegnato a progettare e realizzare le sue macchine utensili, Giancarlo Morbidelli non riuscì a dimenticare la sua giovanile passione per il motorismo e, a partire dal 1965, allestì nella sua azienda una piccola officina meccanica, nella quale personalmente approntò modifiche a propulsori e telai, a scopo hobbistico. Contemporaneamente, nella sua abitazione iniziò a collezionare moto d'epoca con pezzi di importante valore storico come la Rudge 500 a 20 marce, la Norton 500 M16 e la Moto Guzzi 500 Sport 14.
Nel 1968 decise di utilizzare la moto da competizione come mezzo pubblicitario per la sua attività principale e, sempre all'interno della fabbrica, approntò un minuscolo reparto corse, ove iniziò la costruzione delle Morbidelli da Gran Premio che, impiegate nel Motomondiale dal 1969 al 1981, riuscirono a conquistare 4 titoli iridati.
Nel 1976 fonda insieme a Paolo Benelli, figlio del pilota Tonino, ultimo dei sei fratelli che fondarono l'omonima casa motociclistica di Pesaro, la MBA (acronimo di Morbidelli Benelli Armi), con sede a Sant'Angelo in Vado (PU), per la produzione di moto da competizione derivate dalle Morbidelli da GP. Morbidelli si ritirò dal progetto due anni dopo e l'azienda continuò l'attività fino al 1987, con lo stesso nome e acronimo diverso: Moto Benelli Armi.
Nel 1990 Morbidelli si ritirò dal mondo industriale e cedette la sua azienda per dedicarsi alla sua passione per le motociclette.
Nel maggio del 1994 presentò alla stampa la sua ultima creazione "850 8V" che proponeva come moto più esclusiva della produzione mondiale, da costruire artigianalmente in piccola serie, nella misura di 12 esemplari all'anno, e dal prezzo astronomico, ben superiore ai 100 milioni di Lire.
Nel 1999, nella vecchia sede dell'azienda, Morbidelli ultimò e aprì al pubblico un Museo di 3.000 m² coperti, in cui espose una collezione di circa 350 motociclette, costruite a partire dal primo decennio fino al termine del XX secolo.
Nel 2019 il Museo chiuse; l'intera collezione sarà venduta.